# 田麗
田麗（英語：Lily Tien，1967年4月30日—）女演員、主持人。臺灣外省第二代，父親是山東省人，母親是台灣鄒族原住民，擁有一半原住民血統。田麗身高167cm。
在努力多年之後，於2002年、終以飾演別來無恙中的「美花」角色，獲得(第37屆)金鐘獎戲劇節目女主角獎的肯定。

## 生平
1994年至1996年間，曾赴日本發展，出過日文單曲。前夫陳定中為電視節目製作人，台灣女歌手高慧君為其遠房表妹。
引退後的田麗，移居台東都歷的農場，成為果農。

## 演出作品

### 電視劇
| 年 度  | 劇 名                                          | 飾 演                      |
| ------ | ---------------------------------------------- | -------------------------- |
| 1984年 | 《命好不怕運來磨》                             | 小小                       |
| 1984年 | 《倚天屠龍記》                                 | 小昭                       |
| 1984年 | 《八角元寶》                                   |                            |
| 1984年 | 《婚期》                                       |                            |
| 1985年 | 《生死門》                                     | 杜秋嵐                     |
| 1986年 | 《我在戀愛》                                   | 安琪兒                     |
| 1992年 | 《戲說慈禧》                                   | 秀女                       |
| 1992年 | 《媽媽帶我嫁》                                 | 郝自由                     |
| 1992年 | 《單身女人》                                   |                            |
| 1992年 | 《紫色鬱金香》                                 | 孟安娜                     |
| 1993年 | 《芳草斜陽外》                                 | 康佳琳                     |
| 1994年 | 《青梅竹马》                                   | 趙淼                       |
| 1996年 | 《紅塵》                                       | 吳玉琴                     |
| 1997年 | 《布袋和尚》                                   | 白湘蓮                     |
| 1997年 | 《大姐當家》                                   | 王惠                       |
| 1997年 | 《施公奇案》                                   | 翩翩                       |
| 1999年 | 《女人香》                                     | 何韻如                     |
| 2001年 | 《冬天的童話》                                 | 秀玉                       |
| 2001年 | 《聞風而來》                                   | 拾荒阿婆                   |
| 2001年 | 《BI YA SU NA別來無恙》                        | 王母                       |
| 2001年 | 《风云》                                       | 顏盈                       |
| 2003年 | 《第8号当舖》                                  | 蘭婷                       |
| 2003年 | 《风中绯樱》                                   | 狄瓦斯·魯道                |
| 2003年 | 《家有日本妻》                                 | 梅千惠                     |
| 2006年 | 《天使情人》                                   | 林芳華                     |
| 2007年 | 《春暖花莲》                                   | 林美蘭                     |
| 2007年 | 《關山系列（一）愛相隨》                       | 黃素虹                     |
| 2008年 | 《新情义无价》                                 | 林雅茹                     |
| 2008年 | 《爱在日月潭》                                 | 陆依依                     |
| 2008年 | 《霹靂MIT》                                    | 天使老師陸雅琪             |
| 2008年 | 《這裡發現愛》                                 | 陈秀媛（阿里山賓館」老闆娘） |
| 2008年 | 《女人何苦為難女人》（別名：《野玫瑰不流淚》） | 唐映瑤                     |
| 2009年 | 《刁蠻新娘》                                   | 袁 氏                      |
| 2009年 | 《新人鱼小姐》                                 | 沈秀琴                     |
| 2009年 | 《再见艳阳天》                                 | 艳霞                       |
| 2011年 | 《愛可以重來》                                 | 白琴                       |
| 2012年 | 《天涯明月刀》                                 | 花白鳳                     |
| 2012年 | 《新白髮魔女傳》                               | 紅花鬼母                   |
| 2013年 | 《原來是美男》                                 | 慕華蘭                     |
| 2013年 | 《吉人自有天相》                               |                            |
| 2014年 | 《雨後驕陽》                                   | 將軍夫人                   |
| 2015年 | 《仙侠剑》                                     | 白梅雪                     |
| 2015年 | 《情诫》(情战)                                 |                            |
| 2015年 | 《閃亮茗天/茗天闪亮》                          | 余槿                       |
| 2016年 | 《我的奇妙男友》                               | 田母                       |
| 2016年 | 《蘭陵王妃》                                   | 紫魅/元氏                  |
| 2016年 | 《锦绣未央》                                   | 叱雲柔                     |
| 2017年 | 《南京愛情》                                   | 程碧剑                     |
| 2017年 | 《尋人大师》                                   | 江禧乾                     |
| 2018年 | 《我们的千阙歌》                               | 张黎黎                     |
| 2018年 | 《盛唐幻夜》                                   | 拓月王后                   |
| 2019年 | 《我的奇妙男友2之戀戀不忘》                    | 秋美雲                     |
| 2019年 | 《都挺好》                                     | 英殊                       |
| 2019年 | 《進錯門的女人》                               | 花彩蝶                     |
| 2020年 | 《我好喜歡你》                                 | 程佩玉                     |
| 2023年 | 《最佳利益2－決戰利益》                        | 謝碧香                     |
| 2023年 | 《蘭閨喜事》                                   | 太后                       |
| 2023年 | 《愛雨滿森林》(2016年拍攝)                     | 梁婉汀                     |
| 2024年 | 《19层》(网络剧)                               | 高玄媽媽                   |
| 2024年 | 《爱情去哪儿了》(2014年拍攝)                   | 樊大姐                     |
| 2025年 | 《相思令》(网络剧)                             | 蕭雁                       |
| 2025年 | 《華山論劍》(网络剧)                           | 依火母親                   |
| 待播   | 《逐玉》(网络剧)                               |                            |
| 未播   | 《奪壺笑記》                                   |                            |
| 未播   | 《巴清传奇》                                   |                            |

### 綜藝實境節目
- 《花甲少年趣旅行》田麗與趙樹海、羅宏正、張景嵐主持第9-10集。（2022年6月4日-6月11日）

### 電影
- 1983年：《竹剑少年》
- 2014年：《王牌舞棍》
- 2015年：《一路驚喜》
- 2015年：《別有動機》
- 2015年：《我是女王》
- 2025年：《獵金遊戲》
- 2025年：《腎上腺》

### MV
- 林禹勝《碰我的肩膀》
- 林禹勝《愛的手心》
- 童安格  忘不了

## 音樂作品

### 國語合輯
- 《金韻獎創新專輯》（1984年）

1. 是否能看懂
2. 誤點小站

### 日文單曲
- 《天人花》（1994年9月7日）
- 《今夜、抱きしめて》（1996年3月23日）

### 國語單曲
- 《女人何苦為難女人》（原唱：辛曉琪，電視劇《女人何苦為難女人》主題曲）

## 出版作品

### 寫真集
- 1997年／《普羅旺斯的精靈》／ ISBN 9789579740043
- 1999年／《誘惑者的告白》 ／ ISBN 9789579966153

## 主持作品
- 《原住民圆梦计划》
- 《今夜要设防》
- 《网路大赢家》
- 《非常XYZ》
- 《时尚风情》
- 《铭丽双收》

## 代言
- 曼黛玛璉
- 凡赛斯化妆品
- 卡地亚香水
- 凡赛斯手表
- 全国婚纱
- 美国哈雷机车
- 纪梵希化妆品
- 水都SPA

## 曾获奖项

### 電視金鐘獎
| 年 度  | 頒獎典禮     | 獎項       | 作品         | 結果 | 電視台   |
| ------ | ------------ | ---------- | ------------ | ---- | -------- |
| 2002年 | 第37屆金鐘獎 | 最佳女主角 | 《別來無恙》 | 獲獎 | 大愛電視 |

## 注解
1. 1 2  李志展; 潘少棠. . 自由時報. 2016年6月12日  [2016年12月25日]. （原始内容存档于2016-12-26） （中文）.
2. ↑  曾珮玟; 徐紀琤; 宋志民. . 蘋果時報. 2006年10月4日  [2016年12月25日]. （原始内容存档于2016-12-26） （中文）.
3. ↑  . Yahoo News. 2016年6月12日. （原始内容存档于2019年6月9日） （中文）.
4. ↑  吳玫穎,田麗受不了大陸尪 再婚2年又破局！ （页面存档备份，存于）,中國時報,2017年01月10日14:24.
5. ↑  . 早安健康. 2021-07-12  [2022-01-13]. （原始内容存档于2022-01-13）.

## 外部連結
- 田麗的新浪微博
- 田麗在互联网电影资料库（IMDb）上的資料（英文）
- 田麗在香港影庫上的簡介
- 田麗在豆瓣上的资料（简体中文）
- 田麗在时光网上的簡介（简体中文）
- 田麗的Facebook專頁